# Temple du Ciel
Le temple du Ciel (chinois simplifié : 天坛 ; chinois traditionnel : 天壇 ; pinyin : tiān tán) est un monument de Pékin, situé dans le quartier historique de Xuanwu au sud de la ville. Il est considéré comme l'achèvement de l'architecture chinoise traditionnelle. Sa disposition symbolise la croyance chinoise que la Terre est carrée et le Ciel rond.
L'origine de ce temple remonte à l'ancienne Chine. À l'époque, l'empereur était considéré comme le « fils du Ciel », chargé de faire le lien avec l'autorité céleste pour préserver le bon ordre sur terre. Afin de montrer son respect au Ciel, les cérémonies de sacrifice étaient donc très importantes. 
Le temple du Ciel fut inscrit par l'UNESCO à la liste du patrimoine mondial en 1998.
Il constitue avec le temple de la Terre (地壇/地坛), au Nord de la Cité interdite, en dehors des anciennes fortifications de Pékin, le temple du Soleil (日壇/日坛) à l'Est et le temple de la Lune (月壇/月坛), à l'ouest, situés dans des jardins portant leurs noms, l'un des quatre grands temples de l'aire impériale de Pékin.

## Histoire
Initialement appelé monument du Ciel et de la Terre, il a été construit de 1406 à 1420 durant le règne de l'empereur Yongle, sous la dynastie des Ming, qui était aussi responsable de la construction de la Cité Interdite. En 1530, pendant le règne de l'empereur Jiajing, il fut décidé de séparer les sacrifices faits au Ciel de ceux faits à la Terre. On construisit la demeure du seigneur du Ciel et le monument fut renommé temple du Ciel. En 1749, quatorzième année de règne de Qianlong, la demeure du seigneur du Ciel fut agrandie et les tuiles de couleur bleue remplacées par du marbre. C'était une période faste pour le temple, qui recouvrait alors 273 hectares. 
Le temple a été occupé par l’alliance franco-britannique pendant la seconde guerre de l’opium (1856-1860). En 1900, lors de la révolte des Boxers, l’alliance des huit nations utilisa temporairement le temple comme poste de commandement. L’occupation dura un an et fit de sérieux dégâts. Le temple, pillé et laissé à l’abandon après la chute de l’empire Qing, tomba en ruines dans les années qui suivirent.
En 1918, le complexe fut transformé en parc et pour la première fois ouvert au public.
Début 2005, la rénovation du monument a été entreprise en vue des Jeux olympiques de 2008 à Pékin. Ces rénovations, d'un montant de 47 millions de yuan (à peu près 4 318 000 €), ont été terminées le 1er mai 2006.

## Description

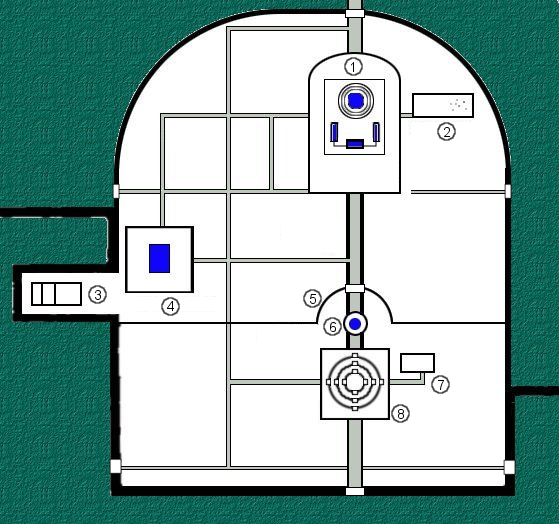
1. Salle des prières pour la récolte
2. Sept étoiles de pierre
3. Dépôt des instruments de musique
4. Salle de l'abstinence
5. Mur de l'écho
6. Demeure du seigneur du Ciel
8. Autel du Ciel

Il s'agit en réalité d'un important complexe de 267 hectares situé au cœur de la ville, mesurant 1,5 km du nord au sud et entre 1,0 à 1,7 km d'est en ouest. Il est délimité par deux murs au nord et un seul au sud. Il contient de nombreux temples, organisés autour de cinq principales constructions (五组大型建) que sont :  
- La Salle des prières pour la bonne moisson (祈年殿, qí nián diàn), pavillon en forme de rotonde, haut de 38 mètres pour un rayon de 18 mètres. Construite en 1420, elle est entourée par trois cercles concentriques joints par des escaliers en marbre. Les quatre piliers intérieurs et les vingt-quatre piliers extérieurs représentent les quatre saisons, les douze mois et les douze heures. Elle était visitée annuellement par l'empereur lors des cérémonies consacrées au Ciel pour de bonnes récoltes.
- La demeure du seigneur du Ciel (皇穹宇, huáng qióng yǔ), pavillon en forme de rotonde construit sur un tertre de marbre ; on y remisait les tablettes lorsqu'elles n'étaient pas utilisées.
- La Salle de l'abstinence (斋宫 / 齋宮, zhāi gōng), palais situé dans la partie ouest du complexe
- L'autel du Ciel (圜丘坛 / 圜丘壇, yuánqiū tán), espace ressemblant à la terrasse de la Salle des prières pour la récolte, mais sans bâtiment en rotonde. Il est situé sur le même axe que la salle mais au sud du complexe.
- Le Bureau de l'esprit de la musique (zh) (神乐署 / 神樂署, shén yuè shǔ), au sein du Dépôt des instruments de musique (乐器库 / 樂器庫, yuèqì kù), aujourd'hui un musée d'instruments de musiques anciens.

L'architecture des différents bâtiments orientés nord/sud reprend la thématique du ciel et de la terre :
- enceintes carrées avec des tuiles de couleur verte qui symbolisent la terre
- bâtiments ronds avec des tuiles de couleur bleue qui symbolisent le ciel.

## Galerie d'images

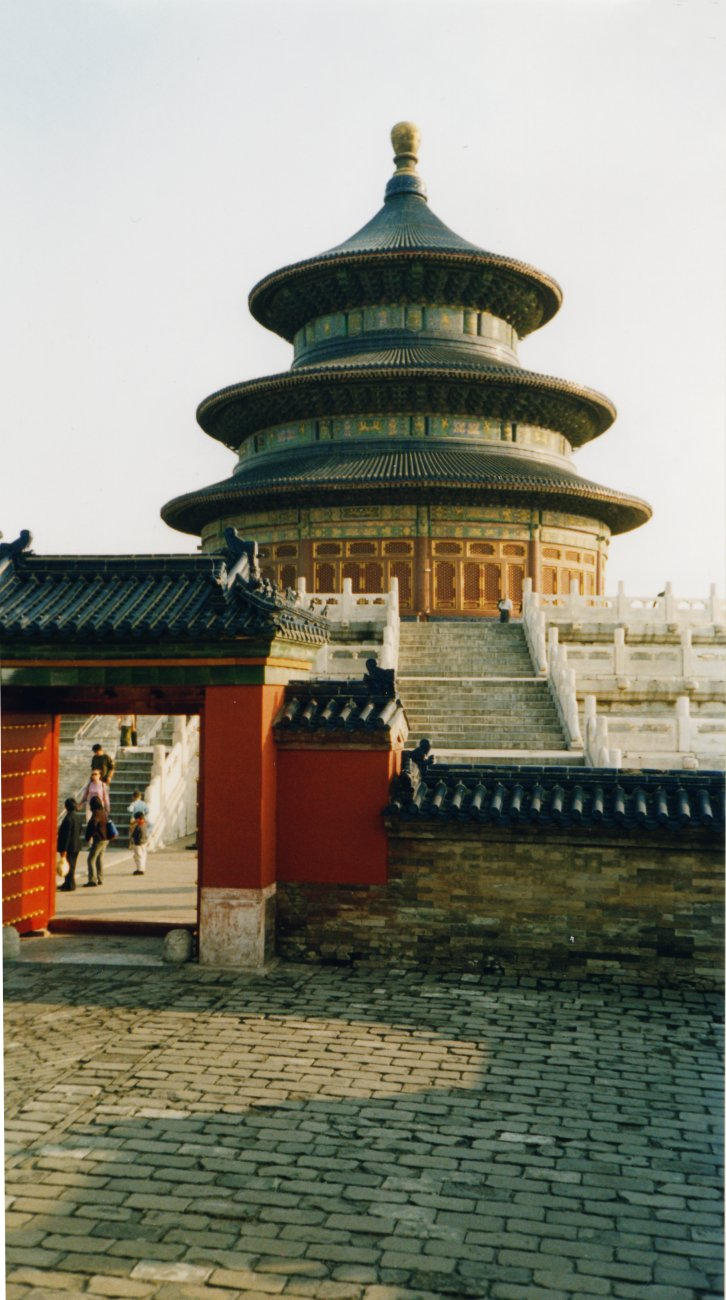
Temple du ciel.
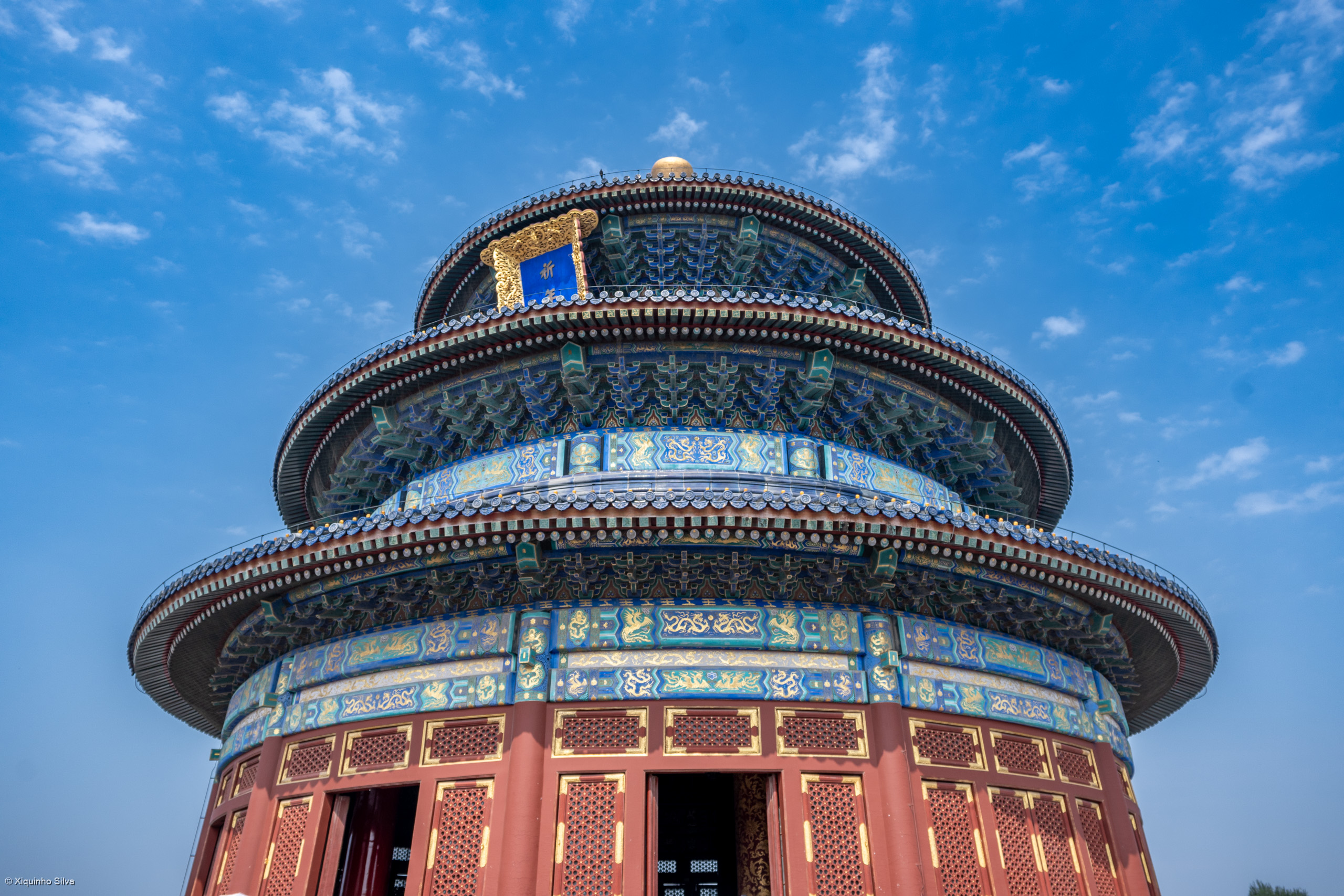
Extérieur du hall des prières pour la récolte.
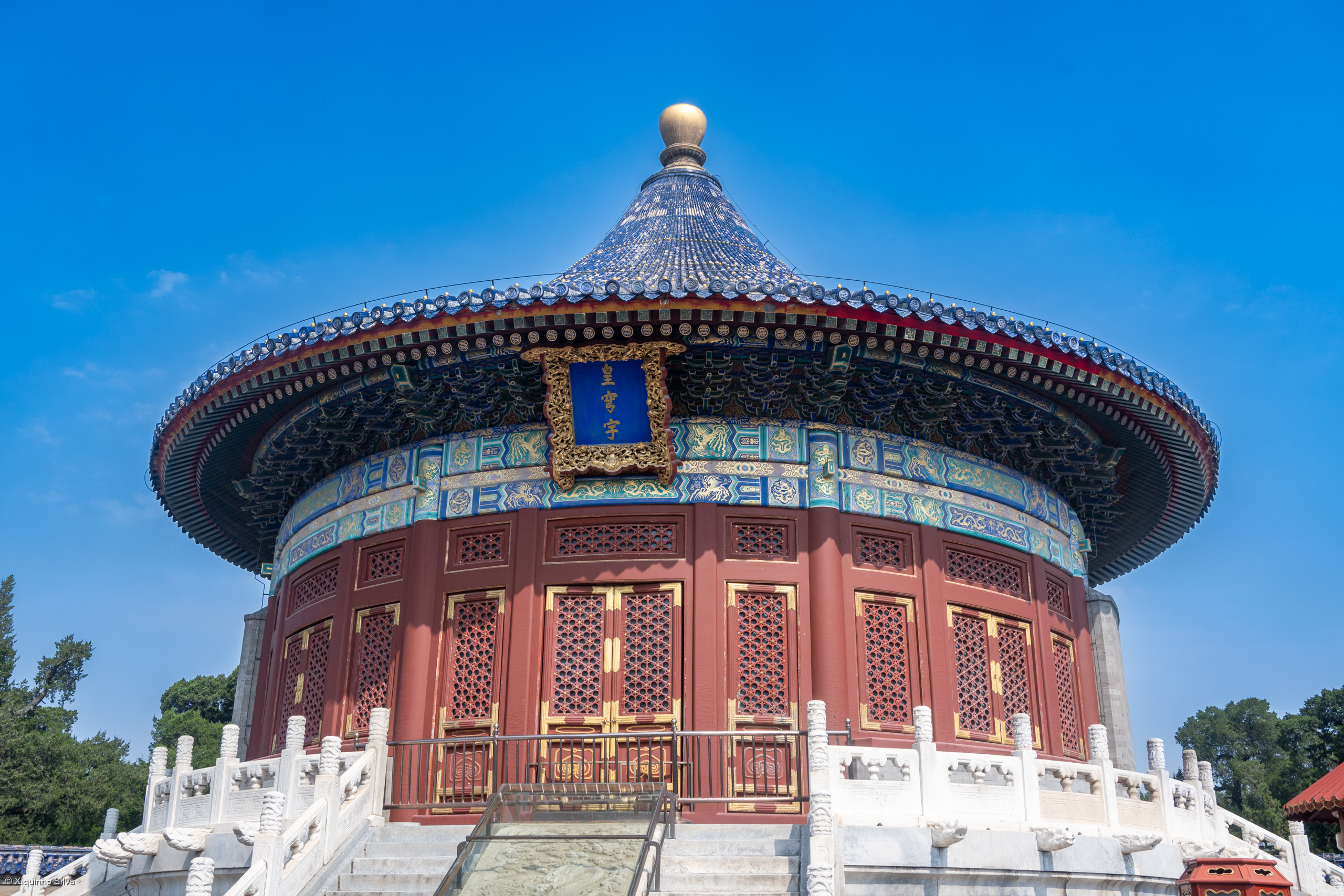
Détail de l'extérieur du hall des prières pour la récolte.
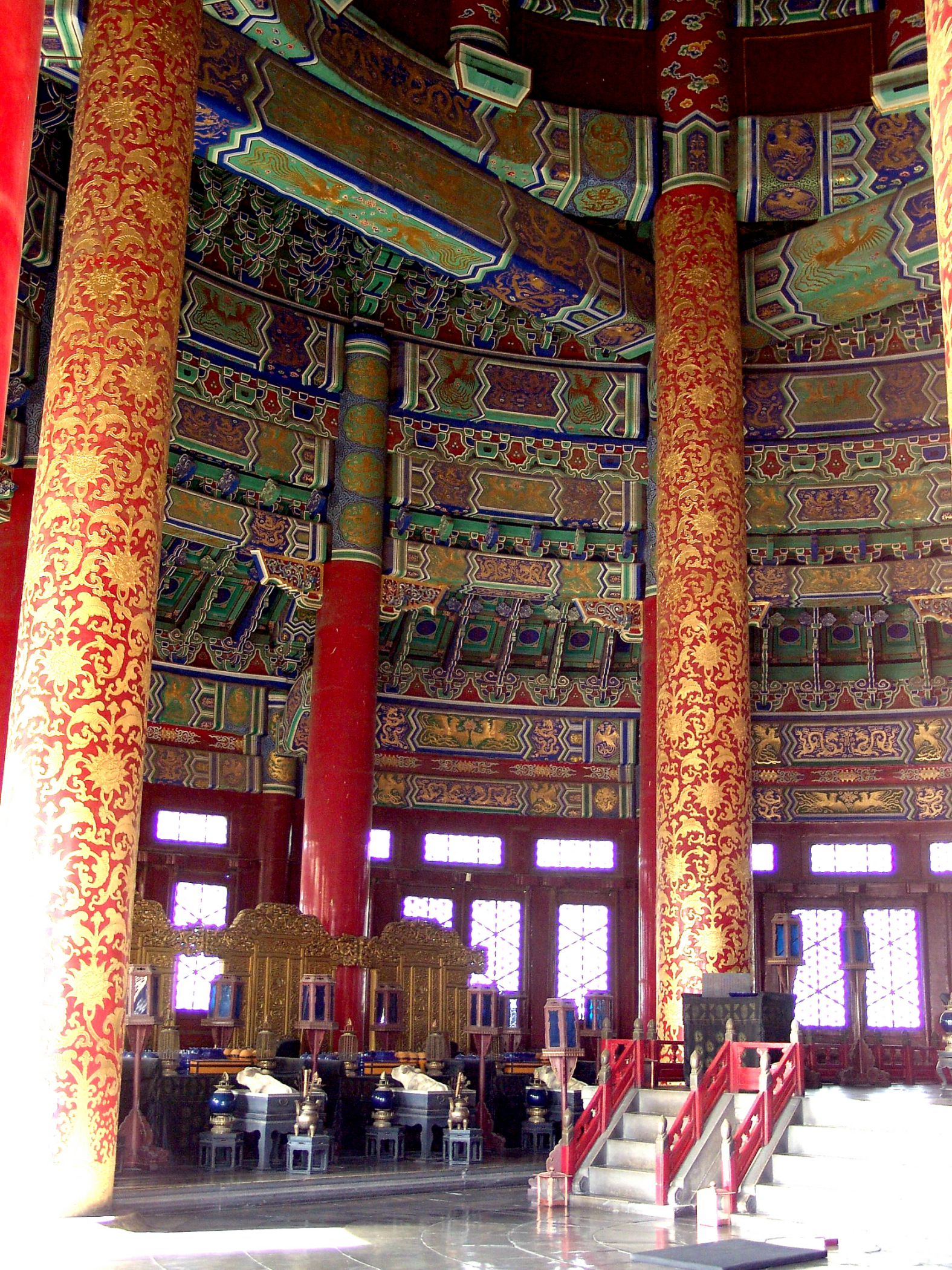
Intérieur du hall des prières pour la récolte.
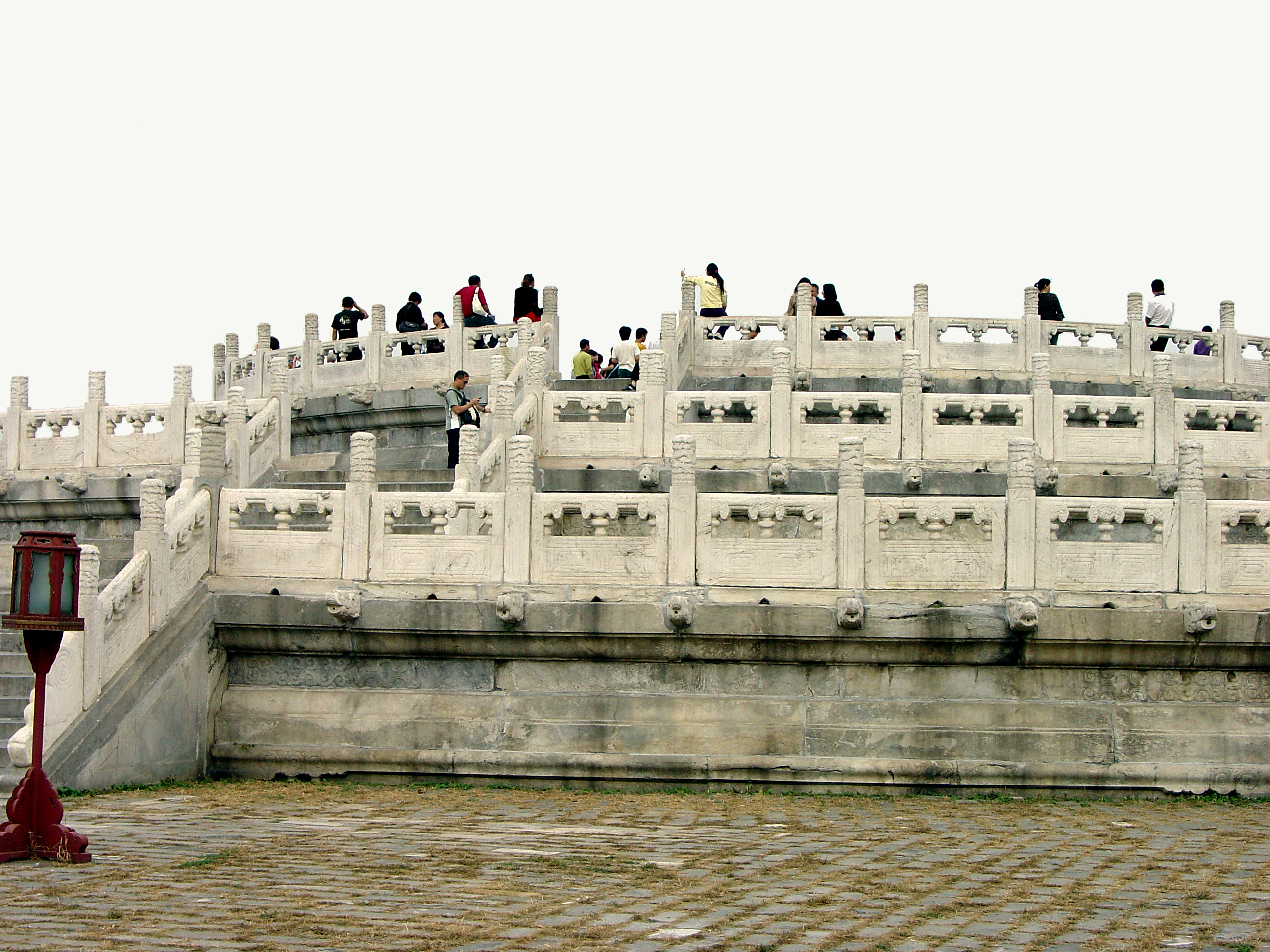
Autel du ciel.
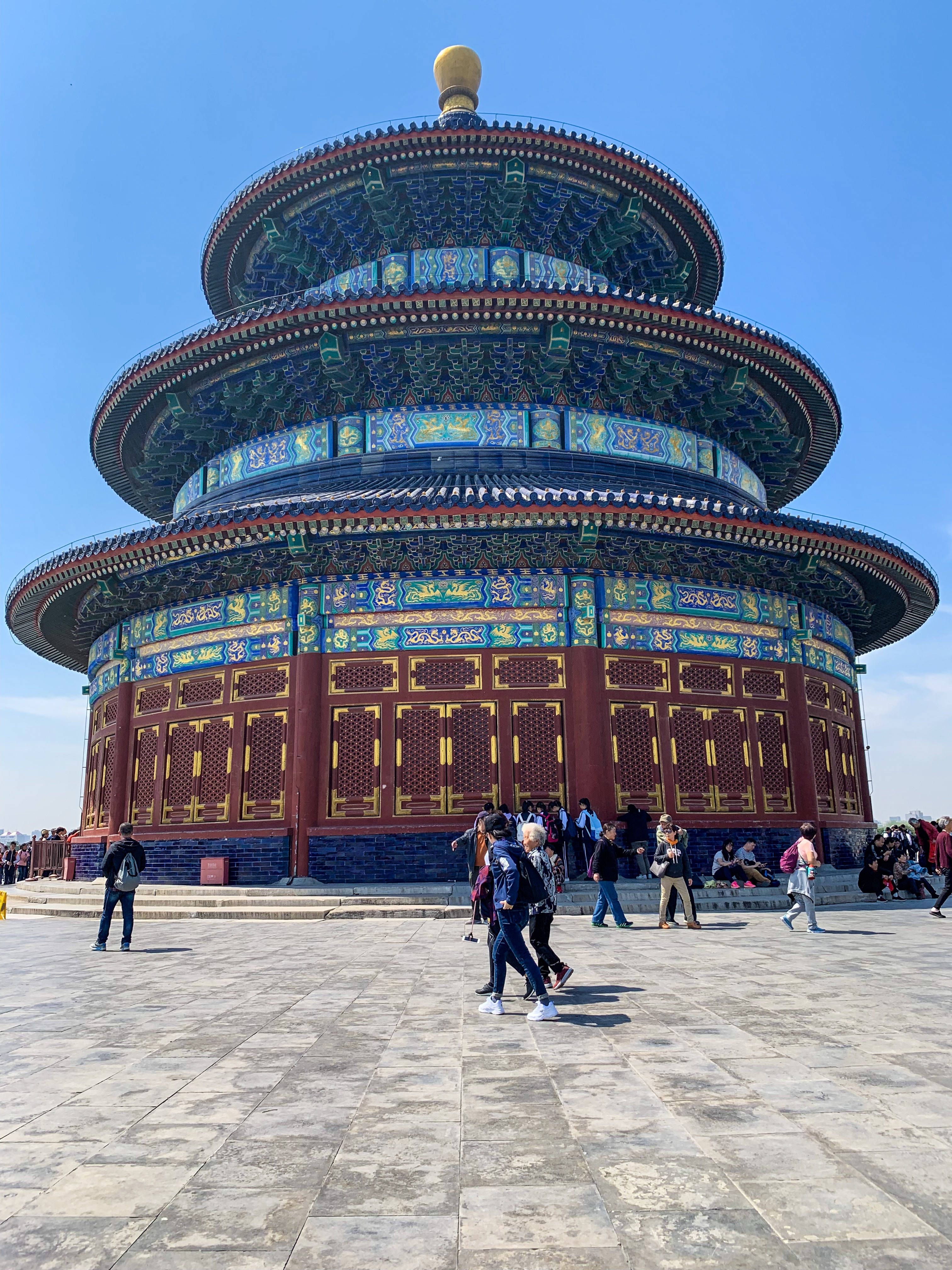
Hall des sanctuaires du Ciel.
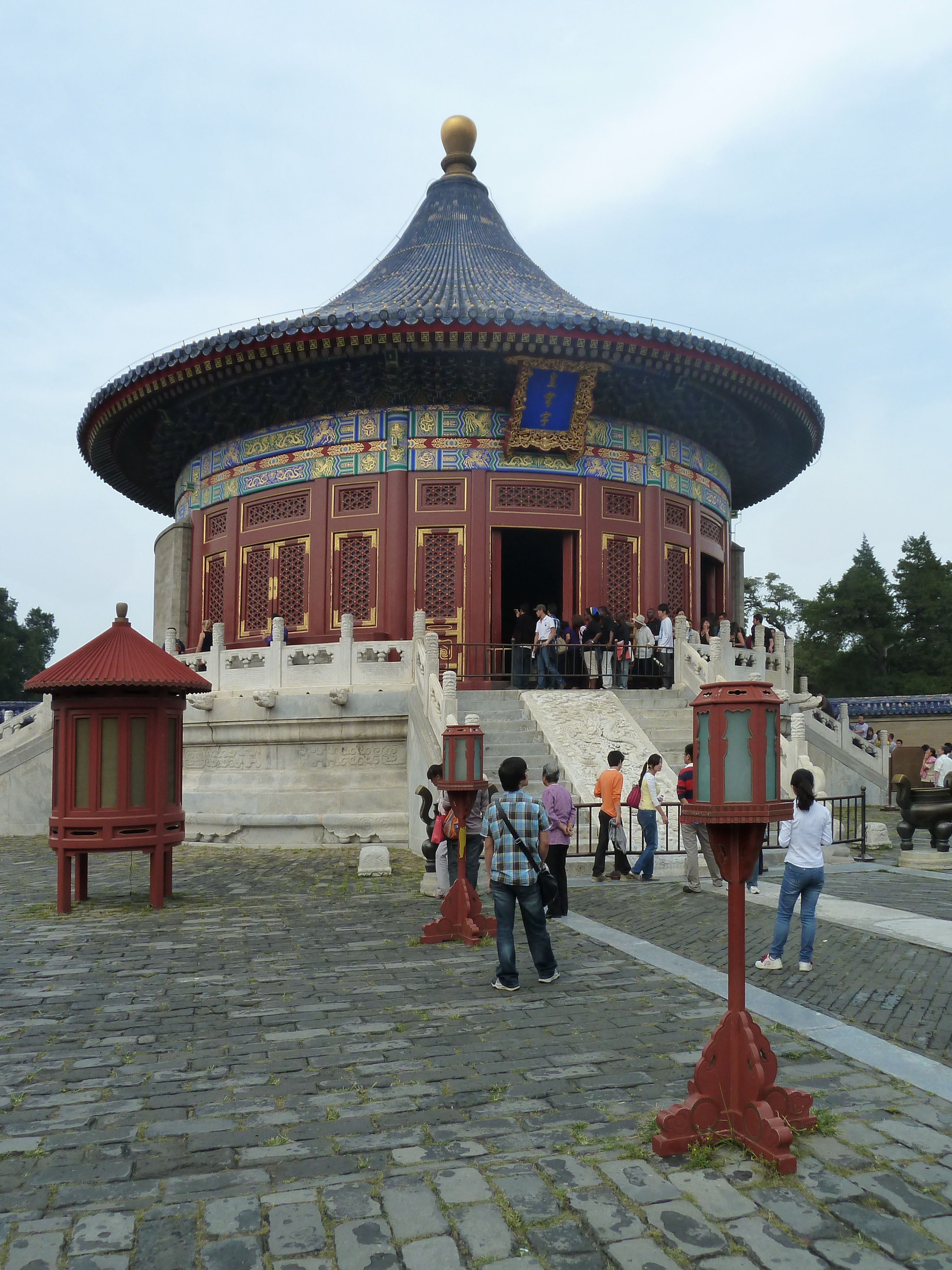
Hall des sanctuaires du Ciel.